# Констанца Арлска
Констанца Арлска също Констанца Прованска (Konstanze, на френски: Constance d’Arles; * 986; † 25 юли 1034, Мелюн или Сенлис) е кралица на Франция през 1003 – 1031 г.

## Произход
Дъщеря е на граф Вилхелм I от Прованс († 994) и Аделхайд Анжуйска († 1026). Полусестра е на Вилхелм II Благочестиви, граф на Прованс, от първия брак на баща ѝ с графиня Арсенда от Коменж.

## Кралица на Франция
През 1003 г. Констанца се омъжва за крал Робер II Благочестиви. Като трета съпруга на краля, тя ражда най-после син, Юго Магнус, с който му подсигурява наследник на трона.
Набожният Робер има малцина приятели и много врагове, включително разпри с големите му синове – Юго и Анри I. Първородният му син Юго умира, докато се бунтува срещу баща си, на 17 септември 1025 година. Анри се помирява с баща си и е назначен за негов приемник и коронован в Реймс. По-късно през 1030 година Анри и по-малкият му брат Роберт I въстават против баща си. Те превземат няколко замъка, после се помиряват с Робер II.
Кралят напуска Париж и се оттегля в Мелюн, където на 30 юли 1031 г. умира. Престола заема синът му Анри I.

## Следващи години
Роберт I, поддържан от Констанция, въстава против брат си и претендира за трона. През 1032 година братята се помиряват и Робер получава Херцогство Бургундия, но се отказва от претенецията си за трона.
През 1033 г. Констанца влиза в манастира Мелюн или Сенлис, където умира на 25 юли 1034 г. Погребана е заедно с Робер II Благочестиви в базиликата на Сен Дени.

## Деца
Констанца има с Робер II седем деца:
- Аделхайд или Адвиса (Advisa, Хадвиг, * 1003; † сл. 1063), графиня на Оксер, ∞ 1028 Райналд I (Невер) († 1040)
- Юго Магнус (* 1007; † 17 септември 1025), кронпринц и от 1017 съ-крал
- Анри I (* 1008; † 4 август 1060), крал на Франция
- Адела (също Adelheid, Adelaide, Alix) (* 1009/1014; † 8 януари 1079)

1. ∞ 1027 Рихард III (Нормандия) († 1027)
2. ∞ 1028 Балдуин V (Фландрия) († 1067)

- Роберт I (* 1011; † 21 март 1076), от 1025 година е херцог на Бургундия
- Одо (* 1012/13; † 1056),
- Беатриса или Констанца (* 1014), ∞ Манасей дьо Дамартен